# Лембке, Кай
Кай Лембке (дат. Cay Lembcke; 15 декабря 1885, Копенгаген — 31 января 1965, Гентофте) —  датский политический деятель, основатель и лидер национал-социалистической рабочей партии Дании (1932—1933 гг).

## Биография
Лембке был одним из основателей Датской организации бойскаутов (Det Danske Spejderkorps). В декабре 1910 года он написал датскую адаптацию книги Роберта Баден-Пауэлла «Скаутинг для мальчиков» под названием «Patrouilleøvelser for Drenge» (Патрульные упражнения для мальчиков), целью которой было создание здоровых, сильных и послушных граждан, выполняющих распоряжения. Или, как выразился сам Лембке: 
Я бы рискнул сказать, что все мальчики рождаются солдатами - что они, по крайней мере, изначально обладают правильными воинственными инстинктами... Бой - это, если хотите, своего рода маневр с мальчиками
Он покинул датское движение бойскаутов в 1923 году, после многих лет разногласий по поводу своих нацистских наклонностей.
После успеха Национал-социалистической немецкой рабочей партии на федеральных выборах 1930 года Лембке стал соучредителем Национал-социалистической рабочей партии Дании и первым лидером партии. При основании партии Лембке заявил, что ее первой задачей является исключение женщин из общественной жизни:
Национал-социалистическая рабочая партия Дании будет всеми силами бороться за то, чтобы не допустить женщин в парламент и муниципальную политику, где они никогда не приносили никакой пользы, но приносили много вреда
Также в его выступлениях нашлось место и для расовых вопросов:
Мы требуем датской, а не еврейской прессы... Столичная пресса - это полностью еврейская пресса. Крупные ежедневные газеты - это чистый и простой бизнес. Они принадлежат евреям или контролируются ими. Что это значит?
После неутешительных результатов всеобщих выборов 1932 года Лембке был заменен на посту лидера Фрицом Клаузеном в июле 1933 года.